# Матч, Джордж
Джордж Матч (англ. George Mutch; 21 сентября 1912 — 30 марта 2001) — шотландский футболист, выступавший на позиции нападающего-инсайда.

## Футбольная карьера
Родился в Феррихилле, Абердин. Профессиональную карьеру начал в шотландском клубе «Арброт», где выступал на позиции правого инсайда. В 1934 году перешёл в английский клуб «Манчестер Юнайтед» за 800 фунтов. На тот момент «Юнайтед» выступал во Втором дивизионе Футбольной лиги. Дебют Джорджа Матча за клуб из Манчестера состоялся 25 августа 1934 года в матче против «Брэдфорд Сити».
В сезоне 1934/35 Матч стал лучшим бомбардиром «Манчестер Юнайтед» (забив 19 голов). В следующем сезоне он вновь стал лучшим бомбардиром команды, забив 23 гола (из них 21 в чемпионате), и помог своему клубу выиграть Второй дивизион. В следующем сезоне «Юнайтед» вернулся в Первый дивизион, однако занял в нём предпоследнее 21-е место и вновь выбыл во Второй дивизион. Он выступал за «Манчестер Юнайтед» до 1937 года, сыграв в общей сложности 120 матчей и забив 49 голов.
В сентябре 1937 года он перешёл в «Престон Норт Энд» за 5000 фунтов. В «Престоне» он быстро закрепился в основном составе, забивая голы в важных матчах. В 1938 году помог своему клубу выиграть Кубок Англии, забив победный гол в финальном матче против «Хаддерсфилда». Это был первый финал Кубка Англии, транслируемый телевидением.
В апреле 1938 года Матч был вызван в сборную Шотландии. 9 апреля 1938 года он вышел на поле «Уэмбли» в матче против сборной Англии. Шотландцы одержали в этом матче победу со счётом 1:0. Более Матч в национальную сборную не привлекался.
В 1946 году Матч перешёл в «Бери», а спустя сезон оказался в клубе «Саутпорт», где и завершил свою карьеру в 1948 году.

## Достижения
Престон Норт Энд
- Обладатель Кубка Англии: 1938

## Статистика выступлений
| Клуб              | Сезон            | Лига | Лига | Кубки | Кубки | Прочие | Прочие | Итого | Итого |
| Клуб              | Сезон            | Игры | Голы | Игры  | Голы  | Игры   | Голы   | Игры  | Голы  |
| ----------------- | ---------------- | ---- | ---- | ----- | ----- | ------ | ------ | ----- | ----- |
| Арброт            | 1933/34          | 32   | 12   | 3     | 1     | 0      | 0      | 35    | 13    |
| Арброт            | Итого            | 32   | 12   | 3     | 1     | 0      | 0      | 35    | 13    |
| Манчестер Юнайтед | 1934/35          | 40   | 18   | 3     | 1     | 0      | 0      | 43    | 19    |
| Манчестер Юнайтед | 1935/36          | 42   | 21   | 3     | 2     | 0      | 0      | 45    | 23    |
| Манчестер Юнайтед | 1936/37          | 28   | 7    | 2     | 0     | 0      | 0      | 30    | 7     |
| Манчестер Юнайтед | 1937/38          | 2    | 0    | 0     | 0     | 0      | 0      | 2     | 0     |
| Манчестер Юнайтед | Итого            | 112  | 46   | 8     | 3     | 0      | 0      | 120   | 49    |
| Престон Норт Энд  | 1937/38          | 32   | 12   | 6     | 6     | 0      | 0      | 38    | 18    |
| Престон Норт Энд  | 1938/39          | 42   | 10   | 5     | 2     | 1      | 0      | 48    | 12    |
| Престон Норт Энд  | 1945/46          | -    | -    | 6     | 0     | -      | -      | 6     | 0     |
| Престон Норт Энд  | 1946/47          | 6    | 3    | 0     | 0     | 0      | 0      | 6     | 3     |
| Престон Норт Энд  | Итого            | 80   | 25   | 17    | 8     | 1      | 0      | 98    | 33    |
| Бери              | 1946/47          | 21   | 8    | 0     | 0     | 0      | 0      | 21    | 8     |
| Бери              | Итого            | 21   | 8    | 0     | 0     | 0      | 0      | 21    | 8     |
| Саутпорт          | 1947/48          | 14   | 2    | 2     | 0     | 1      | 0      | 17    | 2     |
| Саутпорт          | Итого            | 14   | 2    | 2     | 0     | 1      | 0      | 17    | 2     |
| Всего за карьеру  | Всего за карьеру | 259  | 93   | 30    | 12    | 2      | 0      | 291   | 105   |